# Ildikó Schwarczenberger
Ildikó Schwarczenberger, verheiratete Ildikó Tordasi, (* 9. September 1951 in Budapest; † 13. Juli 2015) war eine ungarische Florettfechterin und Weltmeisterin.

## Erfolge
1971 gewann Ildikó Schwarczenberger bei den Weltmeisterschaften Silber mit der Florett-Mannschaft. Bei den Olympischen Spielen 1972 in München erhielt sie mit der Mannschaft ebenfalls Silber. 1973 wurde sie in Göteborg Mannschaftsweltmeisterin und gewann Silber im Einzel hinter Walentina Nikonowa, bei den WM 1974 wurde es Silber mit der Mannschaft und im Einzel hinter ihrer Landsmännin Ildikó Bóbis, 1975 ebenfalls Silber mit der Mannschaft. Bei den Olympischen Spielen 1976 in Montreal erfocht Schwarczenberger Gold im Einzel, mit der Mannschaft holte sie Bronze.
1977 gewann Schwarczenberger bei den Weltmeisterschaften Bronze im Einzel, 1979 ebenfalls und Silber mit der Mannschaft. Bei den Olympischen Spielen 1980 in Moskau erhielt Schwarczenberger Bronze mit der Mannschaft. Bei den Weltmeisterschaften 1981 erfocht sie Bronze mit der Mannschaft, 1982 mit der Mannschaft Silber.